# Portos RS
A Portos RS é uma empresa pública estadual gaúcha que atua como a autoridade portuária [en] responsável pela gestão dos principais portos do Rio Grande do Sul, que compreende os portos de Rio Grande, de Pelotas e de Porto Alegre. Anteriormente, a gestão era realizada pelas autarquias Superintendência de Portos e Hidrovias (SPH) e Superintendência do Porto de Rio Grande (SUPRG).

## Histórico
Em 1919, devido às dificuldades enfrentadas pela companhia francesa Compagnie Française du Port du Rio Grande do Sul, após a 1ª Guerra Mundial, as obras de construção da Barra e do Porto do Rio Grande foram encampadas pela União e transferidas ao governo do Rio Grande do Sul.
Em 1934, o contrato de concessão portuária ao estado do Rio Grande do Sul foi renovado pela União, pelo prazo de 60 anos, incluindo a manutenção de hidrovias do estado.
Em 1951, por meio da lei nº 1561/1951, foi criado o Departamento Estadual de Portos, Rios e Canais (DEPRC), autarquia estadual que ficou responsável pela administração e exploração dos portos de Rio Grande, de Pelotas e de Porto Alegre e pela manutenção das hidrovias navegáveis integrantes da Bacia do Sudeste.
Em 1994, o contrato de concessão portuária teve seu prazo expirado, tendo sido prorrogado até 31 de março de 1997, para possibilitar os ajustes impostos pela Lei nº 8.630/93, que promoveu significativas alterações nas relações de trabalho e na operação nos portos brasileiros.

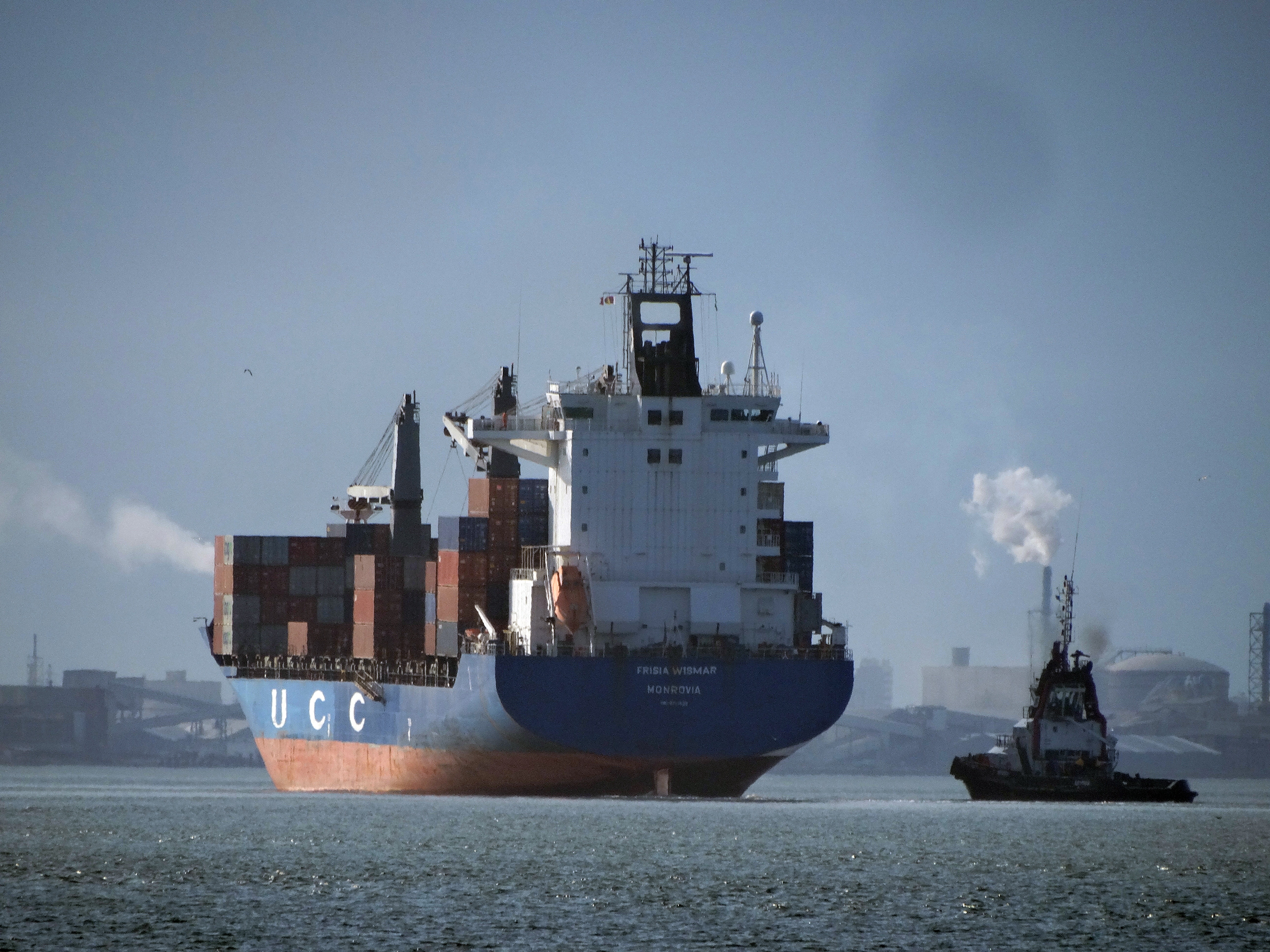
Porto de Rio Grande

Em 1996, com a Lei Estadual nº 10.722/1996, o Porto do Rio Grande foi desvinculado do DEPRC, tendo sido criada a autarquia Superintendência do Porto de Rio Grande (SUPRG), para administração do Porto do Rio Grande.
Em 27 de março de 1997, foi assinado o Convênio nº 001/97 - PORTOS/97, delegando ao estado do Rio Grande do Sul a administração e exploração dos portos de Rio Grande, Porto de Pelotas, Porto de Porto Alegre e Porto de Cachoeira do Sul por mais 25 anos.
Em 1998, através da Lei Estadual nº 11.089/1998, a denominação do DEPRC foi alterada para Superintendência de Portos e Hidrovias (SPH). A SPH ficou responsável pela administração dos portos de Pelotas, Porto Alegre, Cachoeira, Triunfo e Estrela, além de toda a malha hidroviária que possui quase que 800 km de extensão.

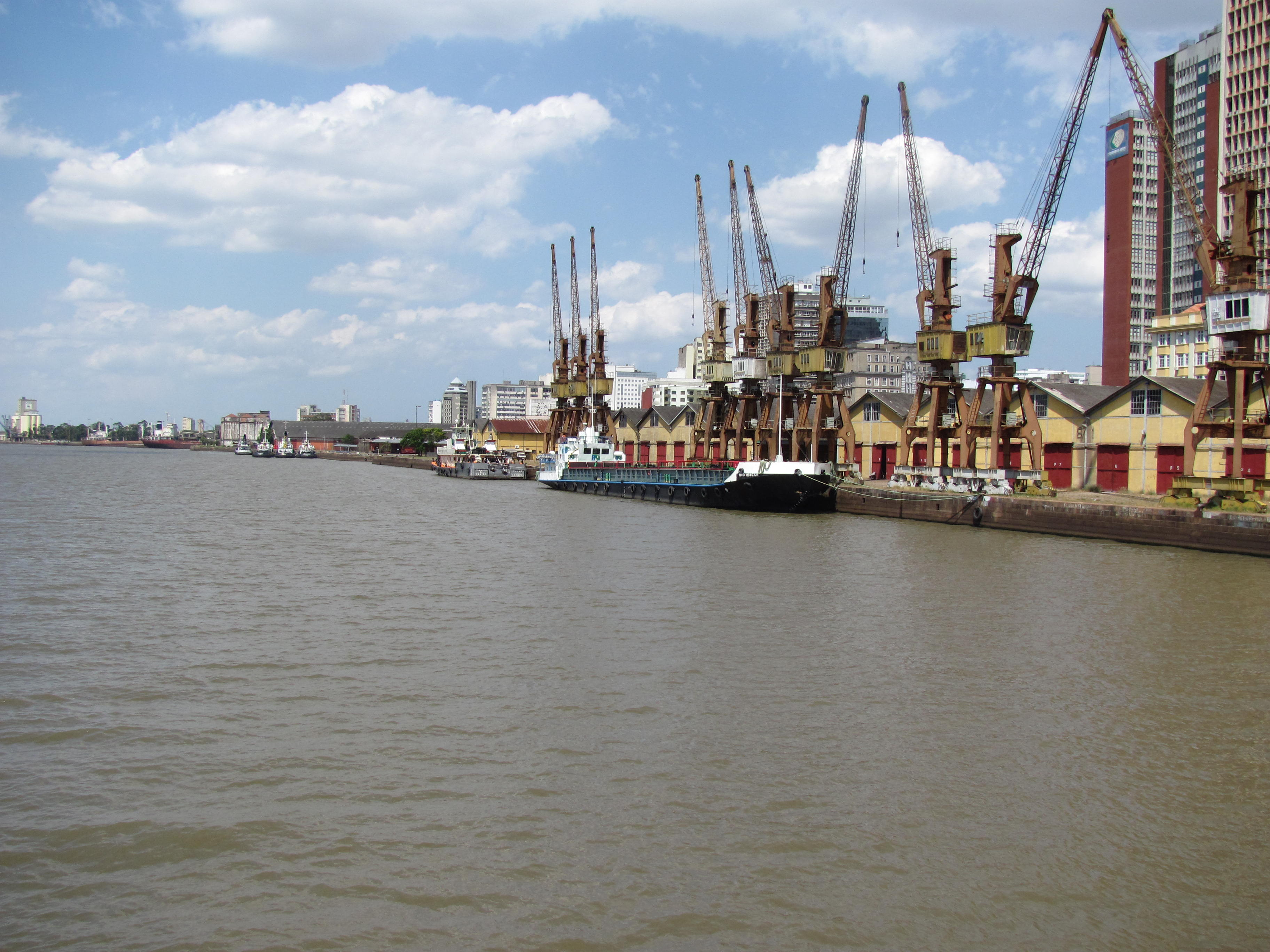
Cais Mauá, em Porto Alegre

Com o advento da lei n° 14.983/2017, a SPH foi extinta e a SUPRG passou a ser a administradora do sistema hidroportuário gaúcho, acumulando as funções.
Finalmente, a Portos RS teve sua criação autorizada por meio da lei nº 15.717/2021, na forma de empresa pública, extinguindo a SUPRG.
Em 2021, o convênio de delegação dos portos de Rio Grande, Porto Alegre e Pelotas foi prorrogado por mais 25 anos, até 1° de abril de 2047.